# Pasta a la gricia
Pasta alla gricia es un plato de pasta originario de Lazio. Se compone de pasta, pecorino romano, pimienta negra y guanciale.

## Origen del nombre
Según la hipótesis más probable, el nombre del plato proviene de la palabra romanesco gricio. En la Roma papal, los grici eran vendedores de alimentos comestibles comunes, y obtuvieron este nombre porque muchos de ellos provenían de Valtellina, en ese momento posesión del cantón suizo de Grigioni. Pasta alla gricia entonces significaría pasta preparada con los ingredientes simples (guanciale, pecorino romano, pimienta negra) disponibles en el gricio local.
Otra teoría sobre el origen de este plato afirma que fue inventado en una aldea llamada Grisciano, en la región de Lazio, cerca de Amatrice. Sin embargo, esta teoría es poco probable, tanto por el tamaño de Grisciano, que es poco más que un grupo de casas, como porque en este caso la locución adverbial debería ser alla grisciana. Cabe destacar que aún en los años sesenta del siglo XX en Amatrice se preparaba salsa amatriciana sin tomate, coincidiendo por tanto con la gricia. Por esta razón, gricia a menudo se llama amatriciana en bianco.